# Afrarchaea kranskopensis
Espèce
Afrarchaea kranskopensis est une espèce d'araignées aranéomorphes de la famille des Archaeidae.

## Distribution
Cette espèce est endémique du KwaZulu-Natal en Afrique du Sud,.

## Étymologie
Son nom d'espèce, composé de kranskop et du suffixe latin -ensis, « qui vit dans, qui habite », lui a été donné en référence au lieu de sa découverte, Kranskop.

## Publication originale
- Lotz, 1996 : Afrotropical Archaeidae (Araneae): 1. New species of Afrarchaea with notes on Afrarchaea godfreyi (Hewitt, 1919). Navorsinge van die Nasionale Museum Bloemfontein, vol. 12, p. 141-160.